# 神谷真子
神谷 真子（かみや まこ、1996年1月4日 - ）は、日本のラジオパーソナリティ、MC、女優である。福島県出身。F-FactoryJapan所属。
2023年3月末をもって、すべてのタレント活動を終了することを発表した。

## 人物
- 趣味：スポーツ観戦。特にフィギュアスケート・プロ野球が好きでプロ野球では読売ジャイアンツのファンで小林誠司推し。
- 福島県の緑豊かな町で育ち、幼少時から声で自分を表現したいと思い始めエンターテイナーを目指す。
- 2011年3月11日に東日本大震災に遭い、避難生活を余儀なく過ごす。そんな時にエンターテイメントに勇気づけられ、自分の故郷を自らの力で町おこししたいと思ったのが第二のきっかけ。
- 高校卒業後、仙台の専門学校で音楽を学びライブパフォーマンス、ゴスペル、ダンスを習得する。ゴスペルの本場ロサンゼルスに行き、音楽は「世界の共通言語」だと実感。
- 骨髄移植推進キャンペーン・東日本大震災復興支援ミュージカルに参加。その時、多くの役者の芝居を肌で感じ、芝居に興味を持つ。その後上京し養成所に入り、役者として必要な映像・舞台演技、殺陣を身につける。
- ドラマやCM、レポーターとして幅を広げる中、当初の志であった「声」で自分を表現することの素晴らしさに向き合い、ラジオパーソナリティーやスポーツキャスターとしてのトレーニングを開始。
- 東北、福島の情報を伝えていくことを常に心がけている。

## 経歴

### ラジオ
- 2019年10月　FMぱるるん「COMBOX DIG TRAX」
- 2022年3月 - 2023年3月　YBSラジオ スコーパーキャスター[4]

（ひる前らじお うるさごぜん、はみだし しゃべくりラジオ キックス、いしいそうたろうのチューチューレディオ、ステブレ）

### テレビ
- 2019年1月　EX「仮面ライダージオウ」
- 2019年1月　WOWOW「盗まれた顔」
- 2018年9月　EX「仮面ライダージオウ」
- 2018年8月　CX「健康で文化的な最低限度の生活」
- 2016年7月　MMTミヤギテレビ「仙台ノ学園文化祭実行委員会」（レポーター）

### テレビCM
- 2019年9月　「みやこじ商工祭」